# Naissance en 1989
Naissance
- 1985
- 1986
- 1987
- 1988
- 1989
- 1990
- 1991
- 1992
- 1993

Les naissances en 1989 concernent les personnalités nées entre le 1er janvier et le 31 décembre 1989.

## Janvier
- 1er janvier : Zoe Boyle, actrice britannique.
- 3 janvier :
- Adas Juškevičius, joueur de basket-ball lituanien.
  - Alex D. Linz, acteur américain.
  - Adam Kolarek, joueur de base-ball américain.
  - Automne Pavia, judokate française.
- 4 janvier :
- Andrés Cabrero, footballeur portoricain. 
  - Oly Yves Roland, champion ivoirien de muay thaï.
  - Wai Hnin Pwint Thon, militante birmane.
- 5 janvier : Yannick Lontsi, coureur cycliste camerounais († 29 mai 2016).
- 6 janvier :
- Farouk Ben Jeddi, nageur franco-tunisien.
- James Durbin, chanteur américain.
- Nicky Romero, DJ et compositeur néerlandais.
- 7 janvier : Omar Bertazzo, coureur cycliste italien.
- 8 janvier :
- Danny Carvajal, footballeur costaricien.
- Lee Yi-kyung, acteur sud-coréen.
- 9 janvier :
- Nina Dobrev, actrice bulgaro-canadienne.
- Yana Maksimava, athlète biélorusse.
- 10 janvier :
- Magda Jagodzińska, joueuse de volley-ball polonaise.
- Zuria Vega, actrice mexicaine.
- 11 janvier :
- Alexandre Allegret-Pilot, homme politique français.
- Lina Morgana, chanteuse russe († 4 octobre 2008).
- 12 janvier :
- Frankie Bridge, chanteuse britannique The Saturdays.
- Bastian Oczipka, footballeur allemand.
- 13 janvier :
- Bryan Arguez, footballeur américain.
- Julian Perretta, chanteur britannique.
- 14 janvier :
  - Élodie Clouvel, athlète française, spécialiste du pentathlon moderne.
  - Dünýägözel Gulmanowa, femme politique turkmène.
  - Adam Kolarek, joueur de base-ball américain.
- 15 janvier : Mathilde Panot, femme politique française
- 17 janvier : Kelly Marie Tran, actrice américaine.
- 18 janvier :
  - Chen Long, joueur de badminton chinois.
  - Rubén Miño, footballeur espagnol.
  - 19 janvier : Sven Clement, homme politique luxembourgeois.
- 20 janvier :
- Sarah Lancman, musicienne, chanteuse et pianiste de jazz française.
- Amy Truesdale, taekwondoïste britannique.
- 21 janvier : Kayla Banwarth, joueuse de volley-ball américain.
- 22 janvier : 
  - Ugo Legrand, judoka français.
  - Pierre Person, homme politique français.
- 23 janvier :
  - Matt Howard, joueur de basket-ball américain.
  - Ovidy Karuru, footballeur zimbabwéen.
  - Vadym Likhosherstov, joueur de volley-ball ukrainien.
  - April Pearson, actrice britannique.
  - Oussou Konan, footballeur ivoirien († 3 janvier 2022).
  - 24 janvier : Yūka Nakanishi, chanteuse japonaise du groupe SKE48.
- 25 janvier :
  - Jessica Kellgren-Fozard, youtubeuse britannique.
  - Sheryfa Luna, chanteuse française.
  - 26 janvier : Lin Qingfeng, haltérophile chinois.
- 27 janvier : 
  - Alberto Botía, footballeur espagnol.
  - Imane Boulaamane, nageuse marocaine.
  - Melek Hu, pongiste turque.
  - Jun Jung-lin, bobeur sud-coréen.
  - Daisy Lowe, mannequin et styliste britannique.
  - Yamila Nizetich, joueuse de volley-ball argentine.
- 28 janvier : 
  - Bertrand Chameroy, animateur-chroniqueur français.
  - Gamze Tazim, actrice turco-néerlandaise.
- 29 janvier : Abdelghani Demmou, footballeur algérien
- 30 janvier : Samantha Fish, chanteuse et guitariste américaine.
- 31 janvier :
- Joanna Atkins, athlète américaine.
  - Soazig Barthélemy, entrepreneuse sociale française.
  - Quentin Bonnetain, kayakiste français.
  - Jennifer Martins, rameuse canadienne.

## Février
- 2 février : Jessica Berra, rameuse d'aviron française.
- 4 février : Rabia Lamalsa, lutteuse algérienne.
- 5 février : Jeremy Sumpter, acteur américain.
- 6 février : Sophie Bennett, actrice canadienne.
- 8 février : 
  - Lynda Hamri, athlète handisport algérienne.
  - Akseli Pelvas, footballeur finlandais.
- 9 février : Gia Farrell, chanteuse américaine.
- 10 février : Liam Hendriks, joueur de baseball australien.
- 15 février : Bonnie Dennison, actrice américaine.
- 16 février : Elizabeth Olsen, actrice américaine.
- 17 février : 
  - Chord Overstreet, acteur et musicien américain.
  - Katarzyna Pawlik, nageuse handisport polonaise.
- 18 février : SuRie, chanteuse britannique.
- 21 février :
  - Corbin Bleu, acteur et chanteur américain.
  - Julien Janaudy, joueur de rugby à XV français († 1er avril 2018).
  - Vadis Odjidja Ofoe, footballeur belge.
  - Scout Taylor-Compton, actrice et chanteuse américaine
- 23 février : Jérémy Pied, footballeur français.
- 24 février : Daniel Kaluuya, acteur britannique.
- 25 février : Kana Hanazawa, doubleuse, chanteuse, actrice et productrice de télévision japonaise.
- 26 février : Gabriel Obertan, footballeur français.

## Mars
- 1er mars : 
  - Florent Caelen, coureur de fond belge.
  - Khadija El Kamouny, ingénieure et docteure marocaine.
  - Daniella Monet, actrice américaine.
  - Malik Bentalha, humoriste et acteur français.
  - Djena Tsimba, actrice et journaliste française.

- 2 mars : 
  - Toby Alderweireld, footballeur belge.
  - Bruno Andrade, footballeur brésilien.
  - Jean-Frédéric Chapuis, skieur français.
  - Nathalie Emmanuel, actrice britannique.
- 3 mars : 
  - Benjamin Chavaillaz, joueur de hockey sur glace canadien.
  - Shūichi Gonda, footballeur japonais.
  - Kian Hansen, footballeur danois.
- 4 mars : Benjamin Kiplagat, athlète ougandais († 31 décembre 2023).
- 5 mars :
  - Sterling Knight, acteur américain.
  - Jake Lloyd, acteur américain.
- 6 mars :
  - Ray Chen, violoniste australien.
  - Marte Høie Gjefsen, skieuse acrobatique norvégienne.
  - Victoria Jilinskaïté, handballeuse russe.
  - Ievgueni Kovalev, coureur cycliste russe.
  - Nélson Oliveira, coureur cycliste portugais.
  - Agnieszka Radwańska, joueuse de tennis polonaise.
  - Verena Schott, nageuse handisport allemande.
- 8 mars : 
  - Ander Iturraspe, footballeur espagnol.
  - Soraya Milla, cinéaste française.
- 9 mars
  - Florian Carvalho, athlète français.
  - Taeyeon, chanteuse sud-coréenne, leader du groupe Girls' Generation.
  - Zara Prassinot, actrice, écrivaine et mannequin française.
- 10 mars :
  - Maxime Gonalons, footballeur français.
  - Román Pérez, matador français.
- 11 mars : 
  - Anton Yelchin, acteur américain d'origine russe († 19 juin 2016).
  - Chris Carter, athlète américain.
  - Rainey Qualley, actrice, mannequin et chanteuse américaine.
- 12 mars : 
  - Vytautas Černiauskas, footballeur lituanien.
  - Chen Jianghua, basketteur chinois.
  - Nathan Haas, coureur cycliste néerlandais.
  - Alexia Kusion, basketteuse française.
  - Kim André Madsen, footballeur norvégien.
- 13 mars : 
  - Holger Badstuber, footballeur allemand.
  - Harry Melling, acteur britannique.
  - Pierre Niney, acteur français.
  - Yemi Alade, chanteuse nigériane.
- 14 mars : Ariana Ince, athlète américaine.
- 15 mars :
  - Shamata Anchan, actrice indienne.
  - Tom Bateman, acteur britannique.
  - Héctor Canteros, footballeur argentin.
- 16 mars : 
  - Gabriel Attal, homme politique français.
  - Theo Walcott, footballeur anglais.
  - Jung So-min, actrice sud-coréenne.
  - Sarah El Haïry, femme politique française.
- 18 mars : 
  - Thurakit Boonratanathanakorn, coureur cycliste thaïlandais.
  - Lily Collins, actrice britannique.
- 19 mars : 
  - Hannes Aigner, kayakiste allemand
  - Craig Lamar Traylor, acteur américain.
- 20 mars :
  - Heather Bergsma, patineuse de vitesse américaine.
  - Joachim Bottieau, judoka belge.
  - Léa Buet, judokate franco-sénégalaise.
  - Wagner Cardoso, athlète brésilien.
  - Shanon Carmelia, footballeur néerlandais.
  - Xavier Dolan, réalisateur, scénariste, comédien et producteur québécois.
  - Matthieu Dreyer, footballeur français.
  - Alexandru Dudoglo, haltérophile moldave.
  - Tommy Ford, skieur alpin américain.
  - Yoris Grandjean, nageur belge.
  - Guillaume Leduey, linguiste français.
  - Antoine Liorel, basketteur français.
  - Catherine McNeil, mannequin australien.
  - Barbara Probst, comédienne française.
  - Jean-Charles Valladont, archer français.
  - Zheng Xingjuan, athlète chinoise.
- 21 mars : 
  - Jordi Alba, footballeur espagnol.
  - Rochelle Humes, chanteuse britannique de The Saturdays.
  - Ian Madigan, joueur de rugby irlandais.
- 22 mars : 
  - Joselito Adame, matador mexicain.
  - Jim Carpenter, joueur américain de football américain.
  - Dada Chan, actrice hongkongaise.
- 23 mars : 
  - Océane Caïraty, footballeuse française devenue comédienne.
  - Sara Cerdas, femme politique portugaise.
- 24 mars :
  - Thiago Carleto, footballeur brésilien.
  - Ahmed El-Kawiseh, judoka libyen.
  - Jennifer Fry, joueuse sud-africaine de badminton.
  - Kazuto Ioka, boxeur japonais.
  - Sabina Jacobsen, handballeuse suédoise.
  - Marco Loughran, nageur britannique.
- 25 mars : Alyson Michalka, actrice américaine.
- 26 mars : 
  - Fatima-Zahra El Allami, joueuse de tennis marocaine.
  - Simon Kjær, footballeur danois.
- 28 mars : Georgina Hermitage, athlète handisport britannique.
- 29 mars :
  - Arnold Peralta, footballeur hondurien († 10 décembre 2015).
  - Youcef Touati, footballeur franco-algérien († 16 mars 2017).
- 30 mars : Trevor Cann, joueur de hockey sur glace canadien.
- 31 mars : Alyn Camara, athlète allemand.

## Avril
- 2 avril : Fréjus Zerbo, basketteur ivoirien.
- 4 avril : Jonathan Paredes, coureur cycliste colombien. († 19 mai 2025).
- 5 avril : Lily James, actrice et mannequin britannique.
- 6 avril : Djamel Bakar, footballeur franco-comorien.
- 7 avril : Teddy Riner, judoka français.
- 9 avril : Bianca Belair, catcheuse américaine.
- 10 avril : Thomas Heurtel, basketteur français.
- 11 avril :
  - Ariya Daivari, lutteur professionnel américain d'origine irakienne
  - Benoît Dubois, chroniqueur et animateur de télévision français
  - Shinpei Funatsu, dessinateur japonais de bandes dessinées.
  - Angele Tomo, lutteuse camerounaise.
- 14 avril : Óscar de Marcos, footballeur espagnol.
- 16 avril : 
  - Jolie Ngemi, artiste congolaise (RDC).
  - Dani Parejo, footballeur espagnol.
- 18 avril : 
  - Jessica Jung, chanteuse, danseuse, actrice, mannequin et femme d'affaires américano-coréenne.
  - Alia Shawkat, actrice américaine.
- 19 avril : 
  - Simu Liu, acteur canadien.
  - Nicolas Martin, skieur français de combiné nordique.
- 20 avril : Carlos Valdes, acteur colombien.
- 21 avril :
  - Nikki Cross, lutteuse professionnelle écossaise.
  - Tatyana McFadden, athlète handisport américaine.
- 23 avril :
  - Antoine Daniel, vidéaste français.
  - Anders Johnson, sauteur à ski américain.
  - Nicole Vaidišová, joueuse de tennis tchèque.
- 25 avril : N.O.S (Nabil Andrieu), rappeur français.
- 26 avril : 
  - Luke Bracey, acteur australien.
  - Daesung, chanteur sud-coréen, membre du groupe Bigbang.
- 30 avril : Baauer, musicien américain.

## Mai
- 1er mai :
  - Alejandro Arribas, footballeur espagnol.
  - Maikel Cleto, joueur de baseball dominicain.
  - Murtaz Daushvili, footballeur géorgien.
  - Ihab Abdelrahman, athlète égyptien.
  - Armindo Fonseca, coureur cycliste français.
  - Cayla George, basketteuse australienne.
  - Dinar Khafizoulline, joueur russe de hockey-sur-glace.
  - May Mahlangu, footballeur sud-africain.
  - Ewa Trzebińska, escrimeuse polonaise.
  - Bryshon Nellum, athlète américain.
  - Rudy, footballeur portugais.
  - Alexander Ryabkin, coureur cycliste russe.
  - Philipp Schwethelm, basketteur allemand.
  - Koyomi Tominaga, joueuse japonaise de volley-ball.
  - Emma Wikén, fondeuse suédoise.
- 2 mai :
  - Hamdan Al Kamali, footballeur émirati.
  - Juan Barrera, footballeur nicaraguayen.
  - Olivier Fortier, joueur canadien de hockey-sur-glace.
  - Fwayo Tembo, footballeur zambien.
  - Frédéric Hanvi, joueur français de baseball.
  - Ananda Marinho, joueuse brésilienne de volley-ball.
  - Soňa Mikysková, joueuse tchèque de volley-ball.
  - Yohei Otake, footballeur japonais.
  - Allison Pineau, handballeuse française.
  - Jeanette Pohlen-Mavunga, basketteuse américaine.
  - Felix Sunzu, footballeur zambien.
  - Arnaud Sutchuin Djoum, footballeur belge d'origine camerounaise.
  - Sam Tsui, chanteur et musicien sino-américain.
- 3 mai :
  - Ralph Amoussou, acteur français.
  - Yoann Andreu, footballeur français.
  - Jesse Bromwich, rugby néo-zélandais.
  - Fábio Ferreira, footballeur portugais.
  - Katinka Hosszú, nageuse hongroise.
  - Maciej Hreniak, nageur polonais.
  - Julius Kirwa, athlète kényan.
  - Evans Kondogbia, footballeur centrafricain.
  - Niclas Lucenius, joueur finlandais de hockey sur glace.
  - Mary Lambert, chanteuse américaine.
  - Selah Sue, auteure-compositrice-chanteuse belge.
  - Rok Tičar, joueur slovène de hockey sur glace.
- 4 mai :
  - Burcu Biricik, actrice turque.
  - Dianna Cowern, vidéaste américaine.
  - Aaron Dell, joueur de hockey sur glace américain.
  - Jorge Fernández, joueur espagnol de volley-ball.
  - Freddie Fox, acteur anglais.
  - Dániel Gyurta, nageur hongrois.
  - Pius Heinz, joueur de poker allemand.
  - Tamás Kulifai, kayakiste hongrois.
  - Johann Lopez Lazaro, golfeur français.
  - Trevor Nyakane, joueur de rugby sud-africain.
  - Rory McIlroy, golfeur irlandais.
  - Seidou N'Joya, basketteur franco-camerounais.
  - Nick Noonan, joueur américain de baseball.
  - Nick Petrecki, joueur américain de hockey sur glace.
  - Maria de Lourdes Silva, joueuse brésilienne de volley-ball.
  - James Van Riemsdyk, joueur américain de hockey sur glace.
- 5 mai :
  - Mohamed Abarhoun, footballeur marocain († 2 décembre 2020).
  - Hachem Bouafia, footballeur algérien.
  - Chris Brown, chanteur américain.
  - Kurt Calleja, chanteur maltais.
  - Jessica Clarke, footballeuse anglaise.
  - Mike Daniels, joueur américain de football américain.
  - David-Patrick Feughouo, joueur camerounais de volley-ball.
  - Agnes Knochenhauer, curleuse suédoise.
  - Geneviève Lacasse, joueuse canadienne de hockey sur glace.
  - Luke Lennon-Ford, athlète britannique.
  - Jérémy Monnier, tireur français.
  - Rudy Nivore, handballeur français.
  - Victor Ramos, footballeur brésilien.
  - Shin Jong-hun, boxeur sud-coréen.
  - Larissa Wilson, actrice anglaise.
- 6 mai :
  - Chukwuma Akabueze, footballeur nigérian.
  - José Álvarez, joueur de baseball vénézuélien.
  - Bobby Bazini, auteur-compositeur-interprète canadien.
  - Dominika Cibulková, joueuse de tennis slovaque.
  - Xavier Coste, auteur et dessinateur de bandes dessinées français.
  - Matthias Dandois, freestyler BMX français.
  - David de la Cruz, coureur cycliste espagnol.
  - Austin Freeman, joueur de basket-ball américain.
  - Yi Siling, tireuse sportive chinoise.
- 7 mai :
  - Asaeli Ai Valu, joueur de rugby japonais d'origine tongienne.
  - Marijan Antolović, footballeur croate.
  - Alioune Ba, footballeur français.
  - Salimata Berté, joueuse ivoirienne de basket-ball.
  - Francesco Bolzoni, footballeur italien.
  - Jérôme Cazenobe, joueur de basket-ball français.
  - Hassan Chahdi, athlète français.
  - Maxime Guyon, jockey français.
  - Sebastian Wulff, acteur néerlandais.
  - Viktoriya Pyatachenko, athlète ukrainienne.
  - Arlenis Sosa, mannequin dominicain.
  - Earl Thomas, joueur américain de football américain.
- 8 mai :
  - Nora Arnezeder, actrice française.
  - Giorgio Avola, escrimeur italien.
  - Pauline Biscarat, joueuse de rugby française.
  - Reckful, twitcher et champion d’esport sur World of Warcraft († 2 juillet 2020)
  - Liam Bridcutt, footballeur écossais.
  - Sindre Buraas, athlète norvégien.
  - Nyle DiMarco, acteur américain.
  - Lars Eller, joueur professionnel de hockey sur glace danois.
  - Sébastien Elma, coureur cycliste suisse.
  - Colja Löffler, handballeur allemand.
  - Siphiwe Lusizi, boxeur sud-africain.
  - Matthew Martin, joueur canadien de hockey sur glace.
  - Mazola, footballeur brésilien.
  - Benoît Paire, joueur français de tennis.
  - Wily Peralta, joueur dominicain de baseball.
  - Manuel Zigerli, joueur suisse de volley-ball.
- 9 mai :
  - C418, musicien allemand.
  - Nadim Barghouthi, footballeur palestinien.
  - Hamza ben Laden, terroriste palestinien († 17 juillet 2019).
  - Katie Bouman, informaticienne américaine.
  - Mariano Di Vaio, blogueur italien.
  - Mohamed Fouzai, athlète handisport tunisien.
  - Yuki Hashimoto, judokate japonaise.
  - Mark Katic, joueur canadien de hockey-sur-glace.
  - Alice Lévêque, handballeuse française.
  - Kayla Mack, joueuse canadienne de rugby à XV.
  - Philippe Marquis, skieur acrobatique canadien.
  - Riley Nash, joueur canadien de hockey-sur-glace.
  - Alex Plante, joueur canadien de hockey-sur-glace.
  - Ellen White, footballeuse anglaise.
- 10 mai :
  - Ivan Almeida, joueur de basket-ball portugais.
  - Lamyaa Bekkali, taekwondoïste marocaine.
  - Thomas Bonnin, coureur cycliste français.
  - Coline Faulquier, chef cuisinière française.
  - Marrit Leenstra, patineuse de vitesse néerlandaise.
  - Hrvoje Milić, footballeur croate.
  - Danielle Robinson, basketteuse américaine.
  - Lindsey Shaw, actrice et chanteuse américaine.
- 11 mai :
  - Bilal Biat, footballeur marocain.
  - Melissa Boekelman, athlète néerlandaise.
  - Matthieu Boulo, coureur cycliste français.
  - David Buchanan, joueur américain de baseball.
  - Giovani dos Santos, footballeur mexicain d'origine brésilienne.
  - Kévin Le Roux, joueur français de volley-ball.
  - Cam Newton, joueur américain de football américain.
  - Mikhaïl Pachnine, joueur russe de hockey-sur-glace.
  - Sophie Péron, joueuse française de volley-ball.
  - Bradley Potgieter, coureur cycliste sud-africain.
  - Prince Royce, chanteur américain d'origine dominicaine.
  - Anton Vlasov, footballeur russe.
  - Valeriya Volik, athlète russe.
  - Jelle Wallays, coureur cycliste belge.
  - Ihor Zaytsev, basketteur ukrainien.
- 12 mai :
  - Rosaria Aiello, joueuse de water-polo italienne.
  - Ousmane Camara, basketteur français.
  - Daria Colonna, poète canadienne.
  - Lisa DeJong, snowboardeuse canadienne.
  - Elefthería Eleftheríou, chanteuse chypriote-grecque.
  - Bradin Hagens, joueur de baseball américain.
  - Cyprien Iov, blogueur, podcasteur et animateur français.
  - Andrew Little, footballeur nord-irlandais.
  - Travis McCabe, coureur cycliste américain.
  - Antti Raanta, joueur finlandais de hockey-sur-glace.
  - Zhang Chenglong, gymnaste chinois.
- 13 mai :
  - Alma Hasanic, handballeuse norvégienne.
  - Łukasz Klekot, pentathlonien polonais.
  - Áine O'Gorman, footballeuse irlandaise.
  - Pernell Karl Subban, joueur canadien de hockey-sur-glace.
- 14 mai :
  - Florencia Aguirre Perdomo, joueuse uruguayenne de volley-ball.
  - Christian Colón, joueur de baseball portoricain.
  - Rob Gronkowski, joueur américain de football américain.
  - Jon Leuer, basketteur américain.
  - Kristina Maria, auteure-compositrice-interprète canadienne d'origine libanaise.
  - Senad Ok, joueur turc de volley-ball.
  - Arthur Pauli, sauteur à ski polono-autrichien.
  - Meredith Schamun, joueuse américaine de volley-ball.
  - Alina Talay, athlète biélorusse.
- 15 mai :
  - Muhammet Atalay, coureur cycliste turc.
  - Heimano Bourebare, footballeur tahitien.
  - Álvaro Domínguez, footballeur espagnol.
  - Armaan Ebrahim, pilote automobile indien.
  - Teri Gender Bender, chanteuse et musicienne américaine.
  - James Holland, footballeur australien.
  - Philipp Hosiner, footballeur autrichien.
  - Ibrahim Koroma, footballeur sierra-léonais.
  - Kini Murimurivalu, joueur fidjien de rugby à XV.
  - Haithem Rzig, handballeur tunisien.
  - Synnøve Solemdal, biathlète norvégienne.
  - Sunny, actrice, DJ et chanteuse américano-coréenne.
  - Mapou Yanga-Mbiwa, footballeur franco-centrafricain.
- 16 mai :
  - Lévi Alves Cabral, joueur brésilien de volley-ball.
  - Kelley Cain, joueuse américaine de basket-ball.
  - Randy Culpepper, joueur américain de basket-ball.
  - Felipe, footballeur brésilien.
  - Ilias Fifa, athlète espagnol.
  - Ricardo Figueiredo, joueur de rink hockey sud-africain.
  - Nicolas Le Jeune, joueur français de volley-ball.
  - Benjamin Macé, coureur française de patinage de vitesse sur glace.
  - Carles Martinez Sanchez, joueur espagnol de rink hockey.
  - Guillaume Ochala, joueur français de volley-ball.
  - Marina Panteleyeva, athlète russe.
  - Marie-Pier Perreault, chanteuse québécoise.
  - Brett Sonne, joueur canadien de hockey sur glace.
  - Aleksandr Vassiliev, joueur russe de hockey sur glace.
- 17 mai :
  - John Cornely, joueur de baseball américain.
  - Tereza Fajksová, mannequin tchèque.
  - Michel Morganella, footballeur suisse.
  - Alexandra Soumm, violoniste française.
  - Tessa Virtue, patineuse artistique canadienne.
- 18 mai :
  - Johann Baisamy, snowboardeur français.
  - Alexandru Chipciu, footballeur roumain.
  - Chloe Farnworth, actrice anglaise.
  - Ricardo Galandi, joueur allemand de volley-ball.
  - Stefan Ilsanker, footballeur autrichien.
  - Daniel Lafferty, footballeur nord-irlandais.
  - Eugénie Le Sommer, footballeuse française.
  - Jonathan Rivierez, footballeur français.
- 19 mai :
  - Hicham Bouchicha, athlète algérien.
  - Clément Desalle, pilote belge de motocross.
  - Raylen Dziengelewski, joueuse américaine de hockey sur glace.
  - Clément Fabre, footballeur français.
  - Scott Kneller, skieur acrobatique australien.
  - Milan Kytnár, joueur slovaque de hockey sur glace.
  - Adilbek Niyazymbetov, boxeur kazakh.
  - Eric Yopa, footballeur camerounais.
  - Hayato Yoshida, coureur cycliste japonais.
- 20 mai :
  - Graham Carey, footballeur irlandais.
  - Aldo Corzo, footballeur péruvien.
  - Wout Droste, footballeur néerlandais.
  - Orianne Lopez, athlète handisport française.
  - Bradley Malone, joueur canadien de hockey sur glace.
  - Loïc Nestor, footballeur français.
- 21 mai :
  - Lisa Demetz, spécialiste italienne du saut à ski.
  - Yassine Haddou, footballeur franco-marocain.
  - Katy B, chanteuse, compositrice et interprète britannique.
  - Gülcan Mıngır, athlète turque.
  - Emily Robins, actrice et chanteuse néozélandaise.
  - Hal Robson-Kanu, footballeur gallois.
  - Brett Rossi, actrice pornographique américaine.
  - Ivan Santini, footballeur croate.
  - Mathieu Tousignant, joueur canadien de hockey sur glace.
- 22 mai :
  - Giordano Benedetti, athlète italien.
  - Drake Britton, joueur de baseball américain.
  - Corey Dickerson, joueur de baseball américain.
  - Dong Xuesheng, footballeur chinois.
  - Verena Schweers, footballeuse allemande.
  - Abdulaziz al-Mandeel, athlète koweïtien.
  - Aleksey Obmochayev, joueur russe de volley-ball.
  - Manuel Poppinger, sauteur à ski autrichien.
  - Aurora Ruffino, actrice italienne.
- 23 mai :
  - Alexandru Antoniuc, footballeur moldave.
  - Jessica Clémençon, basketteuse française.
  - Ezequiel Schelotto, footballeur italien d'origine argentine.
  - Jeffery Taylor, basketteur américano-suédois.
  - Mario Vrančić, footballeur allemand.
- 24 mai :
  - Izu Azuka, footballeur nigérian.
  - Yannick Bolasie, footballeur congolais.
  - Cauê, footballeur brésilien.
  - Mohammed Fellah, footballeur norvégien d'origine marocaine.
  - G-Eazy, rappeur américain.
  - Iyama Yuta, joueur japonais de go professionnel.
  - Aki Kangasmäki, joueur finlandais de hockey sur glace.
  - Jessica Lutz, joueuse suisse de hockey sur glace.
  - Christopher Mies, pilote automobile allemand.
  - Adel Taarabt, footballeur marocain.
  - Franziska Weber, kayakiste allemande.
  - Tina Weirather, skieuse alpine liechtensteinoise.
- 25 mai :
  - Guillaume Boivin, coureur cycliste canadien.
  - Diego Estrada, footballeur costaricien.
  - Gábor Fejes, coureur cycliste hongrois.
  - Matea Ikić, joueuse croate de volley-ball.
  - Vagif Javadov, footballeur azerbaïdjanais.
  - Nafaa Jebali, footballeur tunisien.
  - Marco Leal, matador français.
  - Cassidy Lichtman, joueuse américaine de volley-ball.
  - Aliona Moon, chanteuse moldave.
  - Esteve Rabat, pilote motocycliste espagnol.
  - Neil Ramirez, joueur américain de baseball.
  - Zhang Xiaoyi, athlète chinois.
- 26 mai :
  - Chad Billins, joueur de hockey sur glace américain.
  - David Bovet, joueur suisse de Scrabble.
  - Mathilde Congiu, joueuse d'échecs française.
  - Thomas Fabbiano, joueur de tennis italien.
  - Rick Jackson, basketteur américain.
  - Tommy Kristiansen, joueur norvégien de hockey-sur-glace.
  - Lise Munk, footballeuse danoise.
  - Tomáš Pekhart, footballeur tchèque.
  - Diana Weicker, lutteuse canadienne.
  - Park Ye-eun, chanteuse et parolière sud-coréenne, membre du groupe Wonder Girls.
- 27 mai :
  - Innocent Emeghara, footballeur suisse.
  - Christoph Fildebrandt, nageur allemand.
  - Ash Hollywood, actrice américaine de films pornographiques.
  - Nevena Iričanin, joueuse serbe de volley-ball.
  - Marija Jovanović, joueuse serbe de volley-ball.
  - Igor Morozov, footballeur estonien.
  - Nick Petersen, joueur canadien de hockey-sur-glace.
  - Zack Pianalto, joueur américain de football américain.
  - Alena Zavarzina, snowboardeuse russe.
- 28 mai :
  - Lauri Asikainen, skieur finlandais.
  - Martin Buchwieser, joueur de hockey sur glace allemand.
  - Denisa Dvořáková, top model tchèque.
  - Carl Fearns, joueur de rugby anglais.
  - Jenna Hagglund, joueuse américaine de volley-ball.
  - Alekseï Negodaylo, bobeur russe.
  - Sébastien Reichenbach, coureur cycliste suisse.
  - Adrian Zieliński, haltérophile polonais.
- 29 mai :
  - Ezekiel Ansah, joueur ghanéen de football américain.
  - Martín Campaña, footballeur uruguayen.
  - Anderson Cueto, footballeur péruvien.
  - Matteo Furlan, plongeur italien.
  - Eyþór Ingi Gunnlaugsson, chanteur islandais.
  - Quentin Gilbert, pilote automobile français de rallye.
  - Brian Hamalainen, footballeur danois.
  - Riley Keough, actrice et mannequin américaine.
  - David Meyler, footballeur irlandais.
  - Ksenia Moskvina, nageuse russe.
  - Maksim Morozov, joueur biélorusse de volley-ball.
  - Jennifer Pettke, joueuse allemande de volley-ball.
  - Mariia Posa, joueuse finlandaise de hockey-sur-glace.
  - Brandon Mychal Smith, acteur américain.
- 30 mai :
  - Ailee, chanteuse américano-sud-coréenne.
  - Siarhei Busel, joueur biélorusse de volley-ball.
  - Kevin Covais, acteur et chanteur américain.
  - Alexandra Dulgheru, joueuse de tennis roumaine.
  - Hyomin, danseuse, actrice, styliste et chanteuse sud-coréenne.
  - Jimmy Janssens, coureur cycliste belge.
  - Libor Kozák, footballeur tchèque.
  - Takuya Marutani, footballeur japonais.
  - Jean-Frédéric Morency, basketteur français.
  - Akiyo Noguchi, grimpeuse japonaise.
  - Lenie Onzia, footballeuse belge.
  - Mikel San José, footballeur espagnol.
  - Michele Santucci, nageur italien.
  - Lesia Tsurenko, joueuse ukrainienne de tennis.
  - Ivan Yeryomin, athlète ukrainien.
- 31 mai :
  - Rachel Ah Koy, nageuse fidjienne.
  - Pablo Alborán, chanteur, guitariste et pianiste espagnol.
  - Cho Young-cheol, footballeur sud-coréen.
  - Naîgnouma Coulibaly, basketteuse franco-malienne.
  - Bas Dost, footballeur néerlandais.
  - Osviel Hernández, athlète cubain.
  - Sean Johnson, footballeur américain.
  - Daul Kim, mannequin sud-coréen († 19 novembre 2009).
  - Élodie Lorandi, nageuse française.
  - Tanner Mayes, actrice pornographique américaine.
  - Joey Polewarczyk, Jr., pilote automobile de stock-car américain.
  - Marco Reus, footballeur allemand.
  - Daniel Stenderup, footballeur danois.
  - Murphy Troy, joueur canadien de volley-ball.
  - Daniel Wass, footballeur danois.

## Juin
- 1er juin : 
  - Hadiza Aliyu, actrice et réalisatrice nigériane.
  - Majd Mardo, acteur, réalisateur, producteur et scénariste néerlandais.
- 2 juin : Freddy Adu, footballeur américain.
- 3 juin :
- Sam Breton, humoriste québecois.
- Bangaly Fofana, joueur de basket-ball français.
- Imogen Poots, actrice britannique.
- 4 juin : Bernard Le Roux, joueur de rugby franco-sud-africain.
- 5 juin : Tom Villa, humoriste, animateur de radio et acteur français.
- 8 juin :
- Timea Bacsinszky, joueuse de tennis suisse.
- Amaury Vassili, chanteur français.
- 9 juin :
- Balázs Baji, athlète hongrois.
- Bausa, rappeur allemand.
- Matthew Lowton, footballeur anglais.
- 10 juin :
- Vincent Le Baron, footballeur français.
- Alexandra Stan, chanteuse roumaine.
- 12 juin :
- Dallas Beeler, joueur de baseball américain.
- Andrea Guardini, coureur cycliste italien.
- 14 juin :
- Benjamin Booker, musicien américain.
  - John Millman, joueur de tennis australien.
  - Lucy Hale, actrice et chanteuse américaine.
  - Mónica Olivia Rodríguez, athlète handisport mexicaine.
- 15 juin :
  - Víctor Cabedo, coureur cycliste espagnol († 19 septembre 2012).
  - Bryan Clauson, pilote automobile américain († 7 août 2016).
- 18 juin : Pierre-Emerick Aubameyang, footballeur gabonais.
- 19 juin : Abdelaziz Barrada, footballeur franco-marocain († 24 octobre 2024).
- 20 juin :
- Fraser Brown, joueur de rugby écossais.
  - Pierre Lottin, acteur français.
  - Christopher Mintz-Plasse, acteur américain.
  - Javier Pastore, footballeur argentin.
  - Matthew Raymond-Barker, chanteur britannique.
- 22 juin : Jung Yong-hwa, chanteur, compositeur et musicien sud-coréen, membre du groupe CN Blue
- 23 juin : 
  - Lauren Bennett, chanteuse britannique.
  - Marielle Jaffe, actrice américaine.
- 25 juin :
  - Hakim Jemili, humoriste et acteur français.
  - Sam Ryder, auteur-compositeur-interprète britannique
- 26 juin : Mounira Hadj Mansour, actrice néerlandaise.
- 27 juin :
- Kimiko Glenn, actrice américaine.
- Matthew Lewis, acteur britannique.
- 28 juin : 
  - Ronny Fredrik Ansnes, fondeur norvégien († 15 juillet 2018).
  - Goran Bogunović, joueur de handball croate.
  - Joe Kovacs, athlète américain.
  - Markiplier, vidéaste américain.
  - 30 juin :
  - Marko Biskupović, footballeur chilien.
  - Felix Kummer, chanteur allemand.

## Juillet
- 1er juillet : 
  - Mitch Hewer, acteur anglais.
  - Hannah Murray, actrice britannique.
- 2 juillet : 
  - Adrien Gallo, chanteur français.
  - Alex Morgan, footballeuse internationale américaine.
- 4 juillet : Yoon Doo-joon, chanteur, rappeur et acteur sud-coréen, membre du groupe Highlight.
- 5 juillet : 
  - Dejan Lovren, footballeur croate.
  - Alexey Tsatevitch, coureur cycliste russe († 8 avril 2024).
- 7 juillet : Chris Reed, patineur artistique japonais († 14 mars 2020).
- 8 juillet : 
  - Shin Hyun-soo, acteur sud-coréen.
  - Stevan Jelovac, joueur de basket-ball serbe († 5 décembre 2021).
- 10 juillet : Paulette Wright, chanteuse franco-britannique († 16 juin 2018).
- 11 juillet : 
  - David Henrie, acteur américain.
  - Katherine Levac, humoriste et actrice franco-ontarienne.
- 12 juillet : Phoebe Tonkin, actrice et mannequin australienne
- 13 juillet : Sayumi Michishige, chanteuse et ex-idole japonaise.
- 14 juillet : Alisha Wainwright, actrice américaine.
- 15 juillet :
  - Alisa Kleybanova, joueuse de tennis russe.
  - Tristan Wilds, acteur américain.
- 16 juillet : 
  - Gareth Bale, footballeur gallois.
  - Kim Woo-bin, acteur et mannequin sud-coréen
- 18 juillet : Olivier Martret, acteur français.
- 21 juillet : 
  - Rory Culkin, acteur américain.
  - Juno Temple, actrice britannique.
  - Jamie Waylett, acteur britannique.
- 22 juillet :
  - Israel Adesanya, pratiquant d'arts martiaux mixtes nigérian.
  - Yon Tumarkin, acteur israélien
- 23 juillet : Daniel Radcliffe, acteur britannique.
- 24 juillet : Paul Cavan, chasseur de tête
- 28 juillet :
  - Albin Ekdal, footballeur suédois.
  - Leila Ismailava, présentatrice biélorusse.
  - Nina van Koppen, actrice néerlandaise.
- 29 juillet :
  - Jay Rodriguez, footballeur anglais.
  - Quentin Mouron, écrivain canado-suisse.
- 30 juillet : Johannes Halbig, chanteur, guitariste du groupe Killerpilze.
- 31 juillet : 
  - Alexis Knapp, actrice américaine.
  - Jessica Williams, actrice et humoriste américaine.

## Août
- 1er août : Tiffany, chanteuse et danseuse américaine d'origine coréenne.
- 2 août : 
  - Priscilla Betti, chanteuse française.
  - Julia Longorkaye, athlète handisport kényane.
  - Matteo Trentin, coureur cycliste italien.
- 3 août :
  - Jules Bianchi, pilote automobile français († 17 juillet 2015).
  - Matteo Bruscagin, footballeur italien.
- 6 août : Aymen Abdennour, footballeur tunisien.
- 8 août : Aziz Khalouta, footballeur néerlando-marocain.
- 10 août : Brenton Thwaites, acteur australien.
- 11 août : Úrsula Corberó, actrice espagnole.
- 13 août : Olympe, chanteur français
- 14 août : Ander Herrera, footballeur espagnol
- 15 août : 
  - Joe Jonas, chanteur, percussionniste, guitariste, claviériste américain.
  - Carlos Pena, Jr., acteur, chanteur et danseur américain.
- 16 août : Moussa Sissoko, footballeur international français.
- 17 août : Karina Ambartsoumova, joueuse d'échecs russe.
- 18 août : Daniel Webb, joueur de baseball américain († 14 octobre 2017).
- 19 août : Romeo, rappeur américain.
- 20 août : Judd Trump, joueur de snooker anglais.
- 21 août : 
  - Robert Knox, acteur britannique († 24 mai 2018).
  - Anita Devi « Annet » Mahendru, actrice afghane-américaine.
  - Hayden Panettiere, actrice et compositrice américaine.
- 26 août : Juan Branco, avocat et miliant politique franco-espagnol.
- 28 août : 
  - Matt Andriese, joueur de baseball américain.
  - César Azpilicueta, footballeur espagnol.
  - Filipe Trindade Bernardino, joueur de hockey sur gazon angolais.
  - Valtteri Bottas, pilote de F1 finlandais.
  - Sofie De Saedelaere, judokate belge.
  - Jens Debusschere, coureur cycliste belge.
  - Matt Dominguez, joueur de baseball américain.
  - Madison Eginton, actrice américaine.
  - Brett Fraser, nageur américain.
  - Daniel Geismayr, coureur cycliste autrichien.
  - Christina Maria Kardooni, catcheuse américaine.
  - Jo Kwon, acteur, chanteur et présentateur sud-coréen du groupe 2AM.
  - Hanan Maman, footballeur israélien.
  - Claudia Martín, actrice mexicaine.
  - Cécile McLorin Salvant, chanteuse américaine.
  - Jamie Murphy, footballeur écossais.
  - Cassadee Pope, chanteuse américaine du groupe Hey Monday.
  - Aleksandr Rakhmanov, joueur d'échecs russe.
  - Doris Schweizer, coureuse cycliste suisse.
  - Li Yuehong, tireur chinois.
- 30 août : Bebe Rexha, auteure-compositrice-interprète, chanteuse et productrice américaine d'origine albanaise.

## Septembre
- 1er septembre :
  - Mohammed Assaf, chanteur palestinien.
  - Bill Kaulitz, chanteur allemand du groupe Tokio Hotel.
  - Florian Ledoux, photographe, vidéaste et documentariste français.
  - Tom Kaulitz, guitariste allemand  du groupe Tokio Hotel.
  - Mabô Kouyaté, acteur franco-helvético-burkinabé, naturalisé malien († 3 avril 2009).
- 2 septembre : 
  - Minnam Kontouloukou, escrimeuse togolaise.
  - Markieff Morris, basketteur américain.
  - Alexandre Pato, footballeur brésilien.
  - Zedd, disc-jockey germano-russe.
- 3 septembre : Jang Hyun-seung, chanteur, danseur sud-coréen, ex-membre du groupe Highlight et membre du groupe Trouble Maker.
- 5 septembre : 
  - Nikolay Bayryakov, lutteur bulgare.
  - Elena Delle Donne, joueuse de basket-ball américaine.
  - Asley González, judoka cubain.
  - Katerina Graham, actrice américaine.
  - Fathia Amaimia, athlète handisport tunisienne.
  - Sarra Lajnef, nageuse tunisienne.
  - Joey Rosskopf, cycliste sur route américain.
  - Grzegorz Sandomierski, footballeur polonais.
- 6 septembre : 
  - Kim So-eun, actrice et mannequin sud-coréenne.
  - Abiyev Marat Zhaksylykovich, homme d'affaires kazakh.
- 7 septembre : Benjamin Francis Leftwich, chanteur britannique.
- 8 septembre : Avicii, producteur, musicien et disc jockey suédois († 20 avril 2018).
- 11 septembre : Asuka Kuramochi, chanteuse dans le groupe AKB48 et French Kiss
- 13 septembre :
  - Stepanida Artakhinova, archère russe.
  - Martina Caironi, athlète handisport italienne.
  - Antonio Santoro, coureur cycliste sur route italien.
- 14 septembre :
  - Jessica Brown Findlay, actrice britannique.
  - Lee Jong-suk, acteur et mannequin sud-coréen
  - Oier Olazábal, footballeur espagnol.
  - Logan Henderson, acteur chanteur et danseur américain.
- 16 septembre : Daniil le Russe, humoriste et vidéaste web franco-russe.
- 17 septembre : 
  - Tim Abromaitis, basketteur australien.
  - Dijon Talton, acteur et chanteur américain.
  - Rudy Molard, cycliste français.
- 18 septembre : 
  - Serge Ibaka, basketteur congolo-espagnol.
  - Takuo Okubo, footballeur japonais.
- 19 septembre : 
  - Lorenza Izzo, actrice et mannequin chilienne.
  - Chloé Mortaud, Miss France 2009.
- 21 septembre : Jason Derulo, chanteur RnB américain.
- 22 septembre : 
  - Béatrice Martin, alias Cœur de pirate, chanteuse québécoise.
  - Kim Hyo-yeon, chanteuse sud-coréenne et membre du groupe Girls' Generation.
  - Dina Shihabi, actrice saoudienne.
- 23 septembre : Brandon Jennings, basketteur américain.
- 24 septembre : Pia Wurtzbach, actrice, mannequin, présentatrice de télévision germano-philippine, couronnée Miss Univers 2015.
- 26 septembre : Idrissa Gueye, footballeur sénégalais.
- 27 septembre :
  - Mandy François-Elie, athlète handisport française.
  - Jason Robertson, batteur du groupe The Enemy.

## Octobre
- 1er octobre : Brie Larson, actrice américaine.
- 2 octobre :
  - George Hotz, hacker américain.
  - Sho Sasaki, footballeur japonais.
- 4 octobre : 
  - Dakota Johnson, actrice américaine.
  - Rich Homie Quan, rappeur américain († 5 septembre 2024).
- 6 octobre :
  - Albert Ebossé Bodjongo, footballeur camerounais († 23 août 2014).
  - Camille Donda, actrice française.
  - Ena Kadic, Miss Autriche 2013 († 19 octobre 2015).
- 7 octobre : 
  - Hugo Clément, journaliste français.
  - Kilian Le Blouch, judoka français.
- 8 octobre : Ngô Minh Hiếu, hacker vietnamien.
- 10 octobre : Aimee Teegarden, actrice américaine.
- 11 octobre : 
  - Hugo Brunswick, acteur français.
  - Michelle Wie, golfeuse américaine.
- 13 octobre : Slimane, chanteur français.
- 15 octobre : Alen Pamić, footballeur croate († 21 juin 2013).
- 20 octobre :
  - Jess Glynne, chanteuse britannique.
  - Xue Juan, pongiste chinoise.
  - Jordan De Luxe, animateur de télévision et de radio français
- 24 octobre :
  - David Castañeda, acteur mexicano-américain.
  - Shenae Grimes-Beech, actrice canadienne.
  - Arturo Saldívar, matador mexicain.
  - Eliza Taylor, actrice australienne.
  - Felix Arvid Ulf Kjellberg connu sous le nom de PewDiePie, amateur de jeux vidéo suédois.
- 25 octobre : 
  - Mia Wasikowska, actrice australienne.
  - Papa Arfang Senghor, écrivain sénégalais.
- 28 octobre : Camille Muffat, nageuse française († 9 mars 2015).
- 30 octobre :
  - Claudia Jessie, actrice britannique.
  - Krushnaa Patil, alpiniste indienne.
  - Vanessa White, chanteuse britannique The Saturdays.
  - Gauvain Sers, auteur-compositeur-interprète et chanteur français
- 31 octobre : Yidnekachew Beyene, footballeur éthiopien.

## Novembre
- 1er novembre :
  - Samir Aït Saïd, gymnaste français.
  - Matthias Allegaert, coureur cycliste belge.
  - Matty Ashurst, joueur de rugby à XV anglais.
  - Engel Beltré, voltigueur de baseball américain.
  - Mohamed Benyettou, footballeur algérien.
  - Zac Dalpe, joueur de hockey sur glace canadien.
  - Eduardo Iturrizaga, joueur d'échecs vénézuélien.
  - Gabriela Soukalová, biathlète tchèque.
  - Jan Morávek, footballeur tchèque.
  - Kanami Morozuka, chanteuse japonaise.
  - Mani Nouri, acteur iranien.
- 2 novembre :
  - Pauline Bression, actrice française
  - Tibor Pleiss, joueur de basket-ball allemand.
  - Vitolo, footballeur espagnol.
- 3 novembre :
  - Joyce Jonathan, chanteuse française.
  - Elliott Tittensor, acteur anglais.
- 5 novembre : Thomas Lalonde, acteur québécois.
- 6 novembre :
  - Aaron Hernandez, joueur américain de football américain († 19 avril 2017).
  - Jozy Altidore, footballeur américain.
  - Nikita Bellucci, actrice et réalisatrice pornographique française.
- 7 novembre : Mikela Ristoski, athlète handisport croate.
- 9 novembre :
  - Walter Artízala, guerillero dissident des FARC et narcotrafiquant équatorien († 21 décembre 2018).
  - Baptiste Giabiconi, chanteur français.
  - Billy Howle, acteur britannique.
- 10 novembre :
  - Scott Suggs, basketteur américain.
  - Daniel Adjei, footballeur ghanéen.
  - Taron Egerton, acteur anglais.
  - Matthew « Matt » Magill, joueur de baseball américain.
  - Adrian Nikçi, footballeur suisse.
  - Sarah Wells, athlète canadienne.
- 11 novembre : Reina Tanaka, chanteuse, actrice, mannequin, doubleuse et ex-idole japonaise.
- 14 novembre : Andreu Fontàs, footballeur espagnol.
- 15 novembre : Mihail Dudaš, athlète serbe.
- 19 novembre : Tyga, rappeur américain.
- 20 novembre : Cody Linley, acteur américain.
- 22 novembre : Alden Ehrenreich, acteur américain.
- 23 novembre : Rachel Moret, joueuse de tennis de table suisse.
- 25 novembre : Steve Smith, VTTiste canadien († 10 mai 2016).
- 26 novembre : 
  - Pierre Duprat, judoka français.
  - Junior Stanislas, footballeur anglais.
- 29 novembre : Kirstie Alora, taekwondoïste philippine.
- 30 novembre : Adelaide Clemens, actrice australienne.

## Décembre
- 1er décembre :
  - Barry Bannan, footballeur écossais.
  - Safiya Burkhanova, athlète handisport ouzbèke.
- 2 décembre : Cassie Steele, actrice canadienne.
- 5 décembre : Anne-Sophie Deval, actrice française († 10 juillet 2006).
- 6 décembre : Wu Chunyan, archère chinoise.
- 7 décembre :
  - Nicholas Hoult, acteur britannique.
  - Caleb Landry Jones, acteur, mannequin et musicien américain.
- 8 décembre : Claudia Nicoleitzik, athlète handisport allemande.
- 10 décembre : 
  - Marion Maréchal, femme politique française.
  - Fayçal Moundji, footballeur algérien.
  - Soolking, rappeur et danseur algérien.
- 12 décembre :
  - François Heersbrandt, nageur belge.
  - Tal, chanteuse, danseuse française.
  - Lee Jong-suk, modèle, acteur sud-coréen.
- 13 décembre : 
  - Katherine Schwarzenegger, écrivaine américaine.
  - Taylor Swift, chanteuse et actrice américaine.
- 14 décembre : Onew, chanteur et danseur sud-coréen, membre du groupe SHINee.
- 15 décembre : Ryan McBride, footballeur nord-irlandais († 19 mars 2017).
- 17 décembre : André Ayew, footballeur ghanéen.
- 18 décembre : Ashley Benson, actrice américaine.
- 19 décembre :
  - Luis Páez, footballeur paraguayen († 7 avril 2019).
  - Yong Jun-hyung, auteur-compositeur-interprète, danseur, rappeur et réalisateur-artistique sud-coréen membre du groupe Highlight.
- 20 décembre : Christopher Tanev, joueur de hockey sur glace canadien.
- 22 décembre : Manon Aubry, femme politique française
- 25 décembre : Loco, rappeur sud-coréen.
- 28 décembre : 
  - George Blagden, acteur britannique.
  - Jessie Buckley, actrice et chanteuse irlandaise.
  - Salvador Sobral, chanteur portugais.
- 29 décembre : 
  - Kei Nishikori, joueur de tennis japonais.
  - Jane Levy, actrice américaine.

## Date inconnue
- Forough Alaei, photojournaliste iranienne.
- Hedi Honert, actrice allemande.
- Lina Khan, avocate américaine.
- Najla Mohamed-Lamin, militante sahraouie des droits de la femme et pour l'environnement.
- Jean-François Roseau, écrivain français.